# Културни рат
Културни рат или културни ратови (енгл. culture war) је термин који се користи углавном у Сједињеним Америчким Државама, а означава уверење да су политички сукоби засновани на скупу конфликтних културних вредности. Термин често подразумева сукоб између вредности које се сматрају традиционалним или конзервативним и оних које се сматрају прогресивним или либералним.
Термин „Culture war“ је у енглеском језику настао као калк под утицајем њемачког термина „Kulturkampf“ (у преводу „културни борба“ или „борба између култура“), а који означава кампању канцелара Немачког царства Ота фон Бизмарка против утицаја католичке цркве која је трајала од 1871. до 1878. године.